# Salonwagen No 6
Der Salonwagen No 6 ist der einzig als erhalten bekannte Salonwagen aus einem der Hofzüge Kaiser Napoleon III.

## Geschichte

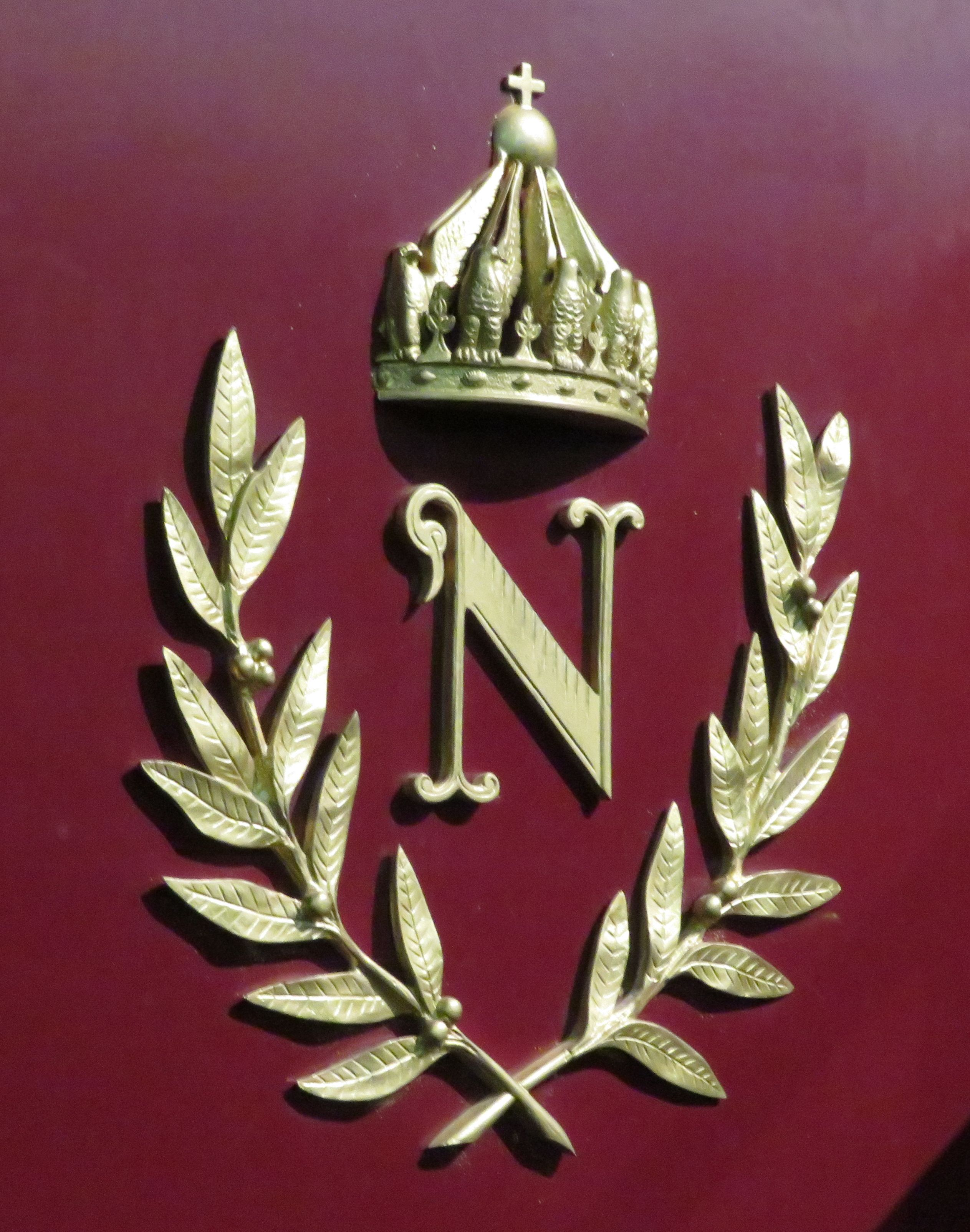
Signet Kaiser Napoleons III. am Salonwagen

1856 nahm die Compagnie du chemin de fer de Paris à Orléans (P.O.) einen kaiserlichen Hofzug in Betrieb. Ingenieurseitig verantwortete ihn Camille Polonceau, hinsichtlich der Ausstattung Eugène Viollet-le-Duc. Der Zug führte ausschließlich zweiachsige Wagen, die oben blau und unten rot gestrichen waren und einheitlich eine Länge von 7,58 m aufwiesen. Griffe, Beleuchtungskörper, Wappen, Signet des Kaisers und die Zierleisten waren in vergoldeter Bronze ausgeführt.
Aus diesem Zug ist der Wagen Nr. 6 im Eisenbahnmuseum Mülhausen (Cité du train) erhalten. Er lief von Anfang an in der Zuggarnitur, die nach dem Zusammenbruch des Kaiserreichs 1870 außer Betrieb gestellt wurde. Das Fahrzeug hat sechs Fensterachsen. Es handelte sich ursprünglich um den Speisewagen für die Begleitung des Kaisers. Auf die offene Einstiegsplattform folgt ein durchgehender Salon, der sich über fünf Fensterachsen erstreckt, mit je einer fest montierten Sitzbank an jeder Längsseite des Wagens. Die letzte Fensterachse nimmt ein kleiner Raum ein, der wohl als Anrichte diente.